# Polska Liga Hokejowa (2010/2011)
13. sezon Polskiej Ligi Hokejowej rozegrany został na przełomie 2010 i 2011 roku. Był to 55. sezon rozgrywek o Mistrzostwo Polski w hokeju na lodzie. W rozgrywkach wzięło udział 10 zespołów ekstraligowych.
Złoty Kij za sezon otrzymał Przemysław Odrobny (KH Sanok).

## Uczestnicy rozgrywek

### Stan po sezonie 2009/10
Po zakończeniu sezonu 2010/11 ustalona została ostateczna kolejność w rozgrywkach, został wyłoniony mistrz Polski (Podhale Nowy Targ) oraz drużyna, która wywalczyła udział w rozgrywkach w meczach barażowych (KTH Krynica). Dziesięć drużyn miało pierwotnie występować w nowym sezonie 2010/11.
|    | Ekstraliga w sezonie 2009/2010       |
| -- | ------------------------------------ |
| 1  | Podhale Nowy Targ - mistrz Polski    |
| 2  | Cracovia                             |
| 3  | GKS Tychy - zdobywca Pucharu Polski  |
| 4  | Zagłębie Sosnowiec                   |
| 5  | Stoczniowiec Gdańsk                  |
| 6  | Unia Oświęcim                        |
| 7  | JKH GKS Jastrzębie                   |
| 8  | Naprzód Janów                        |
| 9  | KH Sanok                             |
| 10 | KTH Krynica - awans do ekstraklasy   |
| 11 | TKH Toruń - spadek do pierwszej ligi |

### Baraże o miejsce w PLH
Stan rzeczy uległ zmianie po wycofaniu z rozgrywek PLH drużyny Podhala Nowy Targ, kiedy to Zarząd Sportowej Spółki Akcyjnej Wojas Podhale poinformował, że z dniem 6 maja 2010 roku podjął decyzję o zawieszeniu do odwołania działalności sportowej, konsekwencją czego jest niewystawienie drużyny w rozgrywkach Polskiej Ligi Hokejowej oraz Pucharu Polski w sezonie 2010/2011. Zgodnie z umowa zawartą między SSA Wojas Podhale a MMKS Podhale po zawieszeniu działalności SSA w PLH wystąpił MMKS Podhale Nowy Targ będący dotychczas zapleczem szkoleniowym.
Pomimo ustaleń między ww. klubami, Zarząd PZHL nie przyjął bezpośredniej ciągłości pomiędzy Podhalem a MMKS i wyznaczył rozegranie baraży o miejsce w PLH zwolnione w wyniku wycofania z rozgrywek Podhala Nowy Targ. Do meczów barażowych zgłosiły się cztery zespoły: MMKS Podhale Nowy Targ, MUKS Orlik Opole, HC GKS Katowice i MKS Sokoły Toruń. Następnie z baraży wycofała się drużyna z Katowic - tym samym do rywalizacji o miejsce w PLH przystąpiły ostatecznie trzy drużyny.
- 09.08.2010 MMKS Podhale Nowy Targ - Orlik Opole 7:2
- 13.08.2010 MMKS Podhale Nowy Targ - Sokoły Toruń 7:4
- 15.08.2010 Sokoły Toruń - Orlik Opole 10:6
- 18.08.2010 Orlik Opole - Sokoły Toruń 5:6 k.
- 20.08.2010 Orlik Opole - MMKS Podhale Nowy Targ 4:6
- 24.08.2010 Sokoły Toruń - MMKS Podhale Nowy Targ 6:4

| Lp. | Zespół                 | M | Pkt | W | WpD | PpD | P | G + | G - | +/- |
| --- | ---------------------- | - | --- | - | --- | --- | - | --- | --- | --- |
| 1   | MMKS Podhale Nowy Targ | 4 | 9   | 3 | 0   | 0   | 1 | 24  | 16  | +8  |
| 2   | Sokoły Toruń           | 4 | 8   | 2 | 1   | 0   | 1 | 26  | 22  | +4  |
| 3   | Orlik Opole            | 4 | 1   | 0 | 0   | 1   | 3 | 17  | 29  | -12 |

Legenda:       = gra w ekstralidze,       =  gra w I lidze

### Drużyny
W Ekstralidze występuje 10 zespołów, które walczą o tytuł Mistrza Polski w hokeju na lodzie:
|    | Zespoły występujące w Ekstraligi 2009/2010    |
| -- | --------------------------------------------- |
| 1  | Cracovia                                      |
| 2  | GKS Tychy                                     |
| 3  | Zagłębie Sosnowiec                            |
| 4  | Stoczniowiec Gdańsk                           |
| 5  | Unia Oświęcim                                 |
| 6  | JKH GKS Jastrzębie                            |
| 7  | Naprzód Janów                                 |
| 8  | KH Sanok                                      |
|    | Zespół, który awansował z turnieju barażowego |
| 9  | MMKS Podhale Nowy Targ                        |
|    | Zespół, który awansował z pierwszej ligi      |
| 10 | KTH Krynica                                   |

## Sezon zasadniczy
Każda z 10 drużyn rozegra 36 meczów sezonu zasadniczego w ciągu 5 miesięcy od 10 września do 6 lutego 2011. Po zakończeniu rozgrywek w tej fazie mistrzostw odbędzie się ceremonia wyboru przeciwnika. tak jak to ma miejsce w szwedzkiej Elitserien. Zwycięzca sezonu zasadniczego będzie miał prawo wyboru drużyn z miejsc 5-8. Druga drużyna będzie mogła wybrać trzy pozostałe drużyny, itd. Czwarty zespół sezonu zasadniczego będzie grać z drużyną, która nie zostanie wybrane przez pozostałe zespoły.

### Tabela sezonu zasadniczego
| Lp. | Zespół                 | M  | Pkt | W  | WpD | PpD | P  | G + | G - | +/-  |
| --- | ---------------------- | -- | --- | -- | --- | --- | -- | --- | --- | ---- |
| 1   | Cracovia               | 36 | 86  | 26 | 4   | 0   | 6  | 178 | 83  | +95  |
| 2   | GKS Tychy              | 36 | 78  | 23 | 2   | 5   | 6  | 150 | 89  | +61  |
| 3   | Unia Oświęcim          | 36 | 74  | 23 | 1   | 3   | 9  | 158 | 90  | +68  |
| 4   | JKH GKS Jastrzębie     | 36 | 66  | 20 | 2   | 2   | 12 | 167 | 99  | +68  |
| 5   | KH Sanok               | 36 | 61  | 19 | 2   | 0   | 15 | 139 | 116 | +23  |
| 6   | Stoczniowiec Gdańsk    | 36 | 51  | 15 | 1   | 4   | 16 | 131 | 143 | -12  |
| 7   | MMKS Podhale Nowy Targ | 36 | 42  | 12 | 2   | 2   | 20 | 113 | 165 | -52  |
| 8   | Zagłębie Sosnowiec     | 36 | 40  | 12 | 1   | 2   | 21 | 116 | 156 | -40  |
| 9   | KTH Krynica            | 36 | 27  | 7  | 3   | 0   | 26 | 105 | 194 | -89  |
| 10  | Naprzód Janów          | 36 | 15  | 5  | 0   | 0   | 31 | 94  | 216 | -122 |

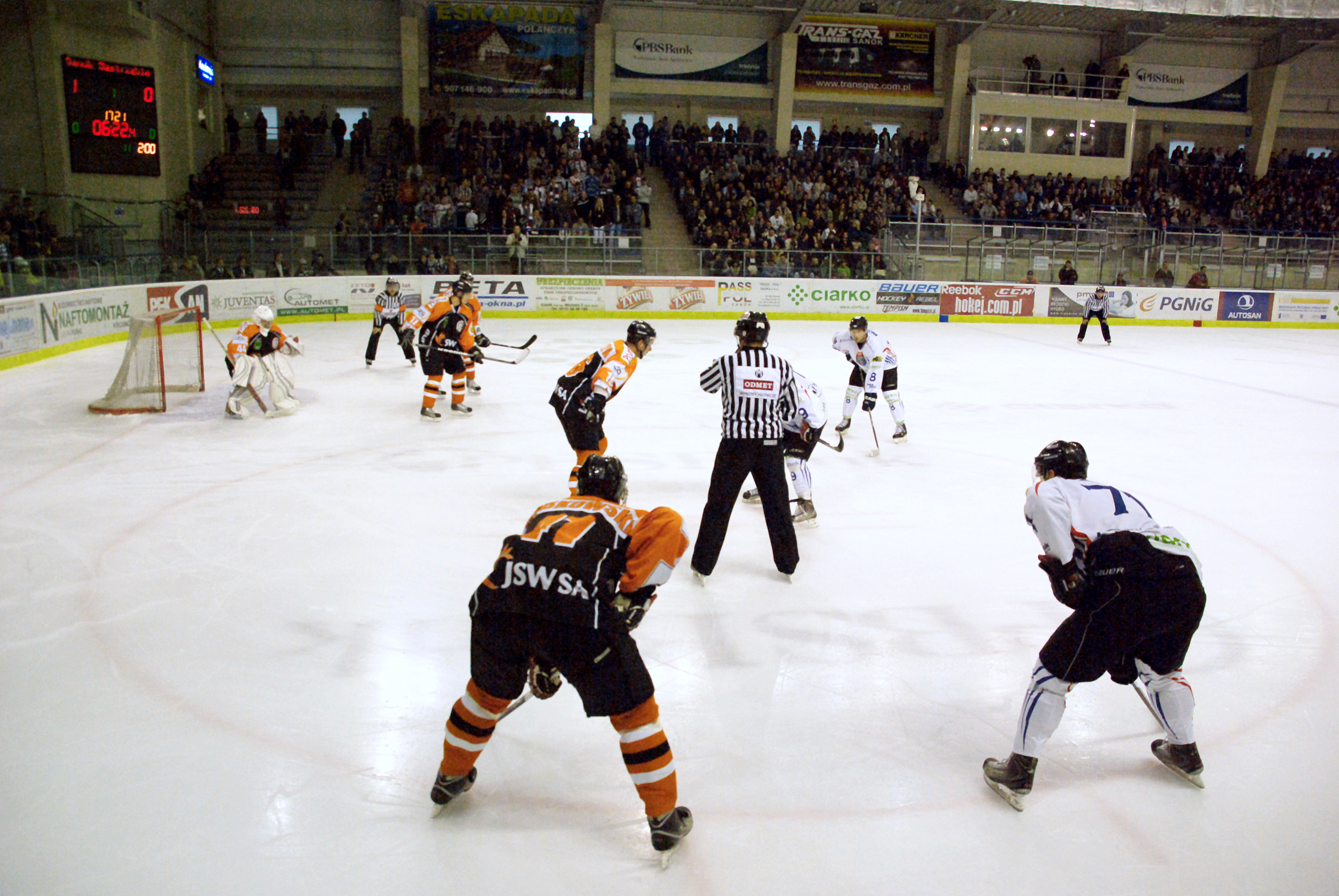
Mecz KH Sanok – JKH GKS Jastrzębie (Arena Sanok 19 września 2010)

L = lokata, M = liczba rozegranych spotkań, Pkt = Liczba zdobytych punktów, W = Wygrane, WpD = Wygrane po dogrywce lub karnych, PpD = Porażki po dogrywce lub karnych, P = Porażki (ogółem), G+ = Gole strzelone, G- = Gole stracone, +/- Różnica bramek
Legenda:       = Drużyny wybierające przeciwnika do fazy play-off,       = Drużyny wybierane do fazy play-off,       =  Zespoły uczestniczące w rywalizacji play-out (o utrzymanie)

### Statystyki sezonu zasadniczego
Statystyki zaktualizowane po wszystkich 180 meczach.
| Gole                          | Gole | Asysty                        | Asysty | Punkty                        | Punkty |
| ----------------------------- | ---- | ----------------------------- | ------ | ----------------------------- | ------ |
| Leszek Laszkiewicz (Cracovia) | 29   | Richard Král (JKH)            | 38     | Richard Král (JKH)            | 65     |
| David Kostuch (Cracovia)      | 28   | Lukáš Říha (Unia)             | 33     | Leszek Laszkiewicz (Cracovia) | 58     |
| Richard Král (JKH)            | 27   | Mateusz Danieluk (JKH)        | 32     | Petr Lipina (JKH)             | 54     |
| Petr Lipina (JKH)             | 26   | Leszek Laszkiewicz (Cracovia) | 29     | Mateusz Danieluk (JKH)        | 54     |
| Róbert Krajči (Unia)          | 23   | Petr Lipina (JKH)             | 28     | David Kostuch (Cracovia)      | 47     |

### Mecz Gwiazd
Rozegrany po raz pierwszy Mecz Gwiazd PLH odbył się 23 stycznia 2011 roku w Oświęcimiu. W meczu zagrały drużyny składające się z Polaków oraz obcokrajowców grających w PLH. Spotkanie zakończyło się wynikiem 13:13. Pieniądze zebrane podczas imprezy zostały przeznaczone na leczenie chorego na mukowiscydozę 2-letniego Dawida Skowyry.

## Faza play-off
Pary I rundy play-off zostały wyłonione w wyniku wyboru przeciwnika przez drużyny, które zajęły miejsca 1-4. Wyboru dokonano 7 lutego 2011 o godz. 11:00. 
Rywalizacja w I rundzie play-off toczy się do 4 zwycięstw, zaś system obowiązuje według zasady tzw. "bonusa" - drużyna, która zakończyła rundę zasadniczą na wyższym miejscu w tabeli niż przeciwnik jest premiowana, tym samym już na wstępie rywalizacji prowadzi 1:0 i do zwycięstwa potrzebuje trzech wygranych (przeciwnik niepremiowany musi wygrać cztery mecze).
Terminy fazy play-off:
- I runda (o miejsca 1-8): 9, 11, 12, 15, 16 lutego 2011r.
- II runda (o miejsca 1-4): 19, 21, 22, 25, 26 lutego, 1 marca 2011r.
- II runda (o miejsca 5-8): 27 lutego, 4, 6, 11 marca 2011r.
- III runda (o miejsca 1 – 2): 7, 9, 10, 13, 14, 17, 19 marca 2011r.
- III runda (o miejsca 3 – 4): 11, 13, 15, 18, 20 marca 2011r.
- III runda (o miejsca 5 – 6): 18, 20 marca 2011r.
- III runda (o miejsca 7 – 8): 18, 20 marca 2011r.

|  |                        |                        |                    |                    |   |           |           |          |  |  |       |       |       |
|  | Ćwierćfinał            | Ćwierćfinał            | Ćwierćfinał        |                    |   | Półfinał  | Półfinał  | Półfinał |  |  | Finał | Finał | Finał |
|  | Ćwierćfinał            | Ćwierćfinał            | Ćwierćfinał        |                    |   | Półfinał  | Półfinał  | Półfinał |  |  | Finał | Finał | Finał |
|  |                        |                        |                    |                    |   |           |           |          |  |  |       |       |       |
|  |                        |                        |                    |                    |   |           |           |          |  |  |       |       |       |
|  | Cracovia               | Cracovia               | 4                  |                    |   |           |           |          |  |  |       |       |       |
|  | Cracovia               | Cracovia               | 4                  |                    |   |           |           |          |  |  |       |       |       |
|  | Zagłębie Sosnowiec     | Zagłębie Sosnowiec     | 0                  |                    |   |           |           |          |  |  |       |       |       |
|  | Zagłębie Sosnowiec     | Zagłębie Sosnowiec     | 0                  |                    |   | Cracovia  | Cracovia  | 4        |  |  |       |       |       |
|  |                        |                        |                    |                    |   | Cracovia  | Cracovia  | 4        |  |  |       |       |       |
|  |                        |                        | JKH GKS Jastrzębie | JKH GKS Jastrzębie | 1 |           |           |          |  |  |       |       |       |
|  | JKH GKS Jastrzębie     | JKH GKS Jastrzębie     | JKH GKS Jastrzębie | JKH GKS Jastrzębie | 1 | 4         |           |          |  |  |       |       |       |
|  | JKH GKS Jastrzębie     | JKH GKS Jastrzębie     |                    |                    |   |           |           |          |  |  |       |       |       |
|  | KH Sanok               | KH Sanok               | 2                  |                    |   |           |           |          |  |  |       |       |       |
|  | KH Sanok               | KH Sanok               | 2                  |                    |   | Cracovia  | Cracovia  | 4        |  |  |       |       |       |
|  |                        |                        |                    |                    |   |           |           |          |  |  |       |       |       |
|  |                        |                        | GKS Tychy          | GKS Tychy          | 1 |           |           |          |  |  |       |       |       |
|  | GKS Tychy              | GKS Tychy              | GKS Tychy          | GKS Tychy          | 1 | 4         |           |          |  |  |       |       |       |
|  | GKS Tychy              | GKS Tychy              |                    |                    |   |           |           |          |  |  |       |       |       |
|  | Stoczniowiec Gdańsk    | Stoczniowiec Gdańsk    | 1                  |                    |   |           |           |          |  |  |       |       |       |
|  | Stoczniowiec Gdańsk    | Stoczniowiec Gdańsk    | 1                  |                    |   | GKS Tychy | GKS Tychy | 4        |  |  |       |       |       |
|  |                        |                        |                    |                    |   | GKS Tychy | GKS Tychy | 4        |  |  |       |       |       |
|  |                        |                        | Unia Oświęcim      | Unia Oświęcim      | 2 |           |           |          |  |  |       |       |       |
|  | Unia Oświęcim          | Unia Oświęcim          | Unia Oświęcim      | Unia Oświęcim      | 2 | 4         |           |          |  |  |       |       |       |
|  | Unia Oświęcim          | Unia Oświęcim          |                    |                    |   |           |           |          |  |  |       |       |       |
|  | MMKS Podhale Nowy Targ | MMKS Podhale Nowy Targ | 2                  |                    |   |           |           |          |  |  |       |       |       |
|  | MMKS Podhale Nowy Targ | MMKS Podhale Nowy Targ | 2                  |                    |   |           |           |          |  |  |       |       |       |

Ćwierćfinały
Cracovia - Zagłębie Sosnowiec 4:0 (bonus dla Cracovii, w meczach 5:0, 10:1, 10:2)

GKS Tychy - Stoczniowiec Gdańsk 4:1 (bonus dla GKS, w meczach 3:4, 4:3, 2:0, 3:2)

Unia Oświęcim - MMKS Podhale Nowy Targ 4:2 (bonus dla Unii, w meczach 2:3k., 5:2, 3:1, 3:6, 4:2)

JKH GKS Jastrzębie - KH Sanok 4:2 (bonus dla JKH, w meczach 5:2, 3:5, 0:3, 6:0, 2:1)
O miejsca 5-8
KH Sanok - Zagłębie Sosnowiec 3:0 (brak bonusu, 7:1, 5:1, 7:1)

Stoczniowiec Gdańsk - MMKS Podhale Nowy Targ 2:3 (brak bonusu, 4:3d., 6:4, 2:8, 2:4, 1:2)
Półfinały
Cracovia - JKH GKS Jastrzębie 4:1 (bonus dla Cracovii, w meczach 8:1, 1:2k., 2:1, 6:1)

GKS Tychy - Unia Oświęcim 4:2 (bonus dla GKS, w meczach 4:2, 3:4, 4:2, 1:2, 2:0) 
O 7. miejsce
Stoczniowiec Gdańsk - Zagłębie Sosnowiec 13:5 (w meczach 3:4, 10:1)
O 5. miejsce
KH Sanok - MMKS Podhale Nowy Targ 12:13 (w meczach 5:9, 7:4)
O 3. miejsce
Unia Oświęcim - JKH GKS Jastrzębie 3:1 (brak bonusu, w meczach 4:2, 4:5d., 3:1, 10:4)
Finał
Cracovia - GKS Tychy 4:1 (bonus dla Cracovii, w meczach 8:1, 7:3, 1:2k., 4:0)

## Rywalizacja o utrzymanie
Drużyny, które po sezonie zasadniczym zajęły miejsca 9-10 rozgrywają między sobą pierwotną rywalizację o utrzymanie w PLH (do czterech zwycięstw). Drużyna przegrana zostaje bezpośrednio zdegradowana do I ligi. Drużyna wygrana nie zapewnia sobie tym samym miejsca w ekstraklasie, gdyż kwalifikuje się do rywalizacji z drugą drużyną I ligi - zwycięzca tej rywalizacji uzyska prawo gry w PLH w następnym sezonie.
Play-out (o 9. miejsce)
KTH Krynica - Naprzód Janów 4:2 (bonus dla KTH, 4:3d., 1:6, 4:3, 0:1, 4:3)
Rywalizacja o miejsce w PLH
KTH Krynica - HC GKS Katowice 4:0 (4:3d., 6:1, 7:1, 4:2)

## Końcowa kolejność
| Lp. | Drużyna                | Uwagi                        |
| --- | ---------------------- | ---------------------------- |
| 1.  | Cracovia               | Puchar Kontynentalny 2011/12 |
| 2.  | GKS Tychy              |                              |
| 3.  | Unia Oświęcim          |                              |
| 4.  | JKH GKS Jastrzębie     |                              |
| 5.  | MMKS Podhale Nowy Targ |                              |
| 6.  | KH Sanok               | Zdobywca Pucharu Polski 2010 |
| 7.  | Stoczniowiec Gdańsk    |                              |
| 8.  | Zagłębie Sosnowiec     |                              |
| 9.  | KTH Krynica            | Baraż o ekstraklasę          |
| 10. | Naprzód Janów          | Spadek do I ligi             |